# Onobrychis susiana
Onobrychis susiana är en ärtväxtart som beskrevs av Nábelek. Onobrychis susiana ingår i släktet esparsetter, och familjen ärtväxter. Inga underarter finns listade i Catalogue of Life.